# 桥盟乡
桥盟乡是中国河南省鹤壁市淇县下辖的一个乡。

## 行政区划
桥盟乡下辖：桥盟村、前张进村、后张进村、新庄村、古烟村、郭庄村、董桥村、崔庄村、吴寨村、七里堡村、赵沟村、红卫村、黑龙庄村、大洼村、小滹沱村、南四井村、北四井村、大石岩村、赵庄村、凉水泉村、泉头村、关庄村、杨庄村、袁庄村、马庄村、黄庄村、小洼村。